# Arthur-Edmund Clément
Arthur-Edmund Clément (geboren 1859) war ein Schweizer Fotograf und Verleger von Ansichtskarten.

## Leben
Arthur-Edmund Clément war offenbar ein Sohn des Fotopioniers Sylvain Clément in Saint-Imier. Nannte der Vater sich oft nur «S. Clément», so gibt es auch zahlreiche Fotografien, auf deren Rand oder Rückseite Arthur-Edmund Clément nur als «A. Clément» oder als «Arthur Clément» erscheint. Offenbar arbeitete Arthur-Edmund Clément zunächst im Atelier seines Vaters mit, da es auch die Firmenbezeichnung «S. Clément & fils» gibt.
Arthur-Edmund Clément war ungefähr von 1890 bis 1923 selbstständig in Saint-Imier aktiv, wo er sein Atelier in der Rue des Marroniers hatte; ausserdem gab es eine Filiale in Cernier. 1893, 1894 und von 1916 bis 1923 war er Mitglied des Schweizerischen Photographen Vereins.
Bilder Cléments wurden für die Publikation Le Jura bernois von Jules Monod, erschienen 1902 in Genf, verwendet. Auch das Album Pittoresque du Jura bernois et neuchatelois, das E. Gerber & Cie 1894 in Saint-Imier herausgaben, ist mit Clément-Fotografien illustriert.
Werke Cléments befinden sich im Schweizerischen Nationalmuseum, im Château et musée de Valangin und im Forschungs- und Dokumentationszentrum Mémoires d’ici in Staint-Imier.